# الحياة في المناطق المتجمدة
الحياة في المناطق المُتجمدة هيَ سلسلة وثائقية تتألف من 6 حلقات تتحدث عن تاريخ قارة أنتاركتيكا الطبيعي وتُمثل جزءاً من مجموعة الحياة ذات إنتاج هيئة الإذاعة البريطانية (بي بي سي) وتقديم عالم الطبيعة الشهير ديفيد آتينبارا. صدرت السلسلة في بريطانيا للمرة الأولى بتاريخ 18 نوفمبر عام 1993، وأنتجت بالتعاون مع جمعية ناشيونال جيوغرافيك و«ليونهارت تيليفجن إنترناشيونال»، وقد أنتجها ألاستيير فوثرغل بينما تولى إعداد مُوسيقاها جورج فنتون. وأخذ إعداد السلسلة بالمُجمل مُدة 3 سنوات. تتألف السلسلة من 6 حلقات، طول كل واحدة منها نحو 30 دقيقة. كانت سلسلة الحياة في المناطق المُتجمدة رابعَ السلاسل ضمن مَجموعة الحياة من تقديم ديفيد آتينبارا، حيث سبقتها سلسلة تجارب الحياة وتبعتها حياة النباتات الخاصة.
تختص الحلقة الأولى من هذه السلسلة الوثائقية بطرح مُقدمة عامة عن القطب الجَنوبي والحياة فيه، بينما تتناول الحلقات الأربع التالية بيئة القارة وحياتها وتغيرهما على مَدى الفصول، أما الحلقة الأخيرة فتُركز على حياة البشر وتكيفهم مع هذه البيئة. فتقدم الحلقة الأولى «البحر الغني» مُقدمة عامة عن بيئة قارة أنتراكتيكا وأشكال الحياة الرئيسية فيها وكيف تكيفت هذه المَخلوقات مع البيئة المُتجمدة الجنوبية. أما الحلقة الثانية «الجليد يَتراجع» فتَتناول التغيرات المَوسمية في القارة خلال فصل الربيع وذوبان بعض جليدها، بالإضافة إلى تنشط الحياة في هذا الفصل وبدأ مَوسم التزاوج في القطب. بينما تتناول الحلقة الثالثة «سباق التزاوج» صيف القطب الجنوبيّ القصير وتزاوج الحيوانات خلاله. وفي الحلقة الرابعة «الباب يُغلق» تُعرض عَودة الجليد وتغير الحياة في القطب خلال فصل الخريف. أما الحلقة الخامسة «التَجمد الكبير» فهيَ تَسرد تجمد الحياة التام في القارة خلال ذروة الشتاء. وأخيراً تتناول الحلقة السادسة «خطوات على الجليد» تاريخ استكشاف البشر للقارة المُتجمدة والدراسات الحَديثة لبيئتها والعَقبات التي وَاجهت المُصورين خلال إعداد السلسلة.

## التصوير والإنتاج
احتاج تصوير برنامج «الحياة في المَناطق المُتجمدة» إلى قضاءِ مَجموعة المُصورين والمُنتجين - بما في ذلك ديفيد آتينبارا وفريق التصوير - البالغ عددهم 20 شخصاً مُدة 3 سنوات في القطب المُتجمد الجَنوبيّ في ظروف بيئية صَعبة للغاية. فقد اضطرَّ الفريق خلال هذه السنوات الثلاث إلى مُواجهة بيئة قاسية شديدة البُرودة وعواصف ثلجية برياح تبلغ سُرعتها 150 كيلومتراً في الساعة في مَنطقة مَعزولة تماماً وتَبعد مسافات شديدة عن أقرب المَناطق المَسكونة. كما اضطروا للاعتمَاد في التصوير بشكل كَامل على القوارب وبذلات الغطس والكبسولات وكمرات التحكم عن بُعد للحصول على صور الحيوانات البرية والمَشاهد الطبيعية لأنتاركتيكا، مما وَضع العديد من العقبات في وَجههم خلال عملية التصوير.
صُوِّرت السلسلة في حقبة البي بي سي قبل الرقمية، بنسبة 3:4 للإطار مع تصوير إطار كامل، ومع أن ألوانها وجودتها جيّدة إلا أنها ليست مذهلة أو أكثر من عادية أبداً. ترميز الفيديو ليس سيّئاً، غير أن بعض الخطوط العامودية غير الواضحة تظهر من فترة إلى أخرى، كما أدى جمع الحلقات الستة في قرص واحدٍ إلى حدوث بعض المشكلات المشابهة. كون السلسلة مصوَّرة بفيديو 16 مم وبالنظر إلى قدمها فإن هناك قدراً كبيراً من الحبحبة في الصور. وأما الصوت فهو جيّد وواضح، وكذلك التعليق، والموسيقى منسجمة مع الأصوات الطبيعية بشكل مقبول.
تولى لاحقاً إنتاج الفلم ألاستيير فوثرغل في عام 1992 (وعُين بعد عمله هذا رئيساً لوحدة التاريخ الطبيعي في هيئة الإذاعة البريطانية)، بينما ألف مُوسيقاه جورج فنتون - الذي كان قد ألف قبله مُوسيقى وثائقيّ تجارب الحياة -، وبعد إنهاءه بُث البرنامج للمرة الأولى في تاريخ 18 نوفمبر عام 1993. وبذلك تُعد هذه السلسلة أول وثائقي يُصَور على الإطلاق عن تاريخ قارة أنتاركتيكا الطبيعي.

## الحلقات

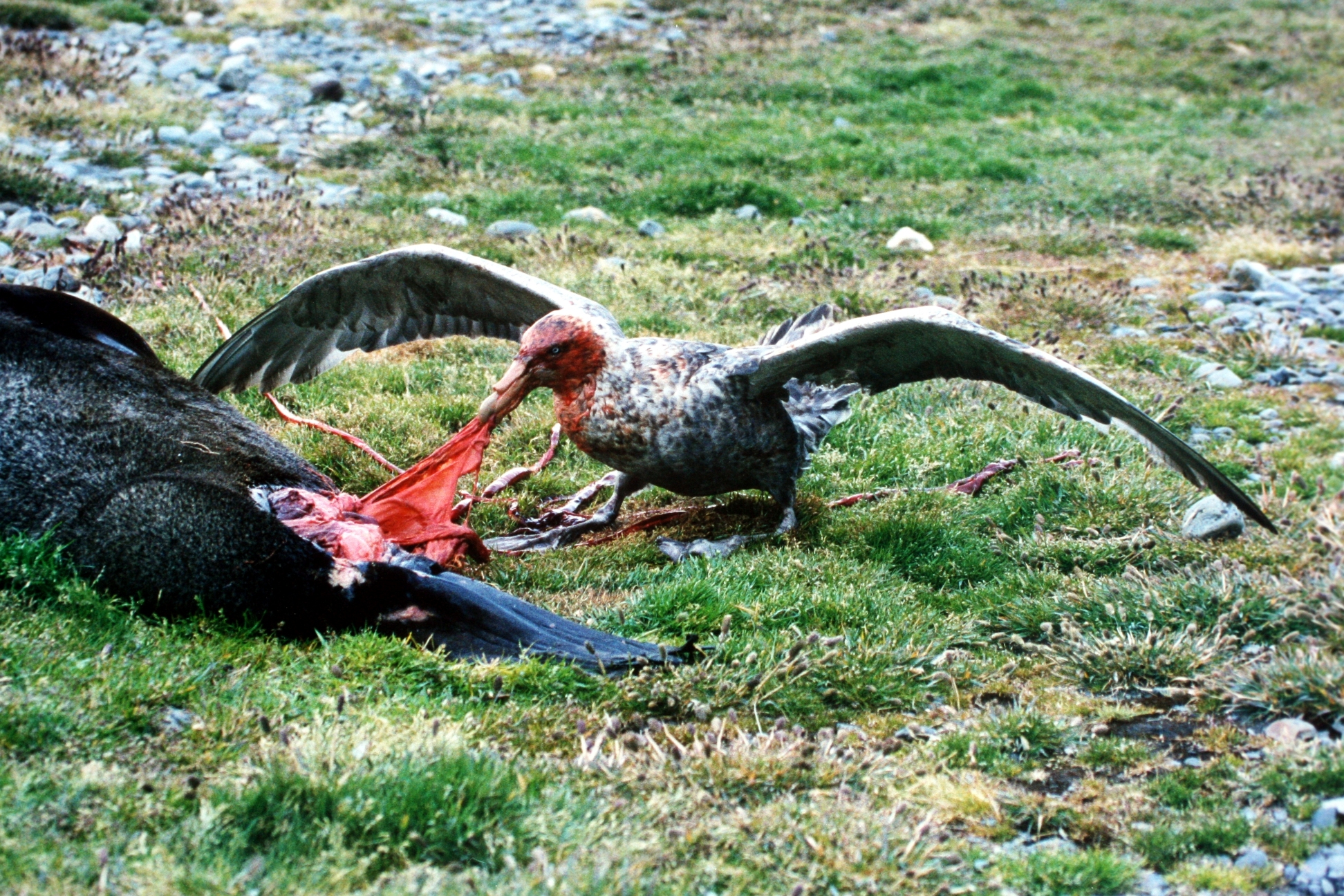
طائر نوء عملاق شمالي يتغذى على جيفة فقمة بجورجيا الجنوبية.

### البحر الغني
تتناول الحلقة في بدايتها مقدمة عامة عن قارة أنتاركتيكا، وعن الحياة فيها على مدار السنة، ونتائج تغير الفصول فيها على كتل الجليد والجبال الجليدية وأشكال الحياة المختلفة بالمنطقة، والتي تعد بحسب البرنامج أكبر التغيرات الموسمية على وجه الأرض. ثم تنتقل الكمرة إلى كائنات المحيط المتجمد الجنوبي، مثل الحيتان والبطاريق والفقمات، وتظهر زوجاً من الحوت السنامي أثناء تغذيته، حيث تتناول طريقته الخاصة في صيد حيوانات قريدس البحر بشكل تعاوني. ينتقل البرنامج إلى الطيور البحرية، التي يقطن منها 360 مليون طير البحار الجنوبية يتغذون على كائناتها، ويتألف غذاؤها من قريدس البحر في الغالب، غير أنها تواجه مشكلة عدم قدرتها على الغوص لأعماق كبيرة. ويستعرض البرنامج من هذه الطيور بشكل خاص القطرس، حيث يتابع طائر القطرس المتجول الذي يبلغ باع جناحيه أكثر من ثلاثة أمتار، ويتابع معه رحلته إلى مواقع تكاثره في جزيرة جورجيا الجنوبية ويلقي نظرة على فراخه العملاقة، وفي نفس الجزيرة ينتقل البرنامج إلى تكاثر البطريق الملكي وفراخه في مستعمرة تؤوي 600,000 بطريق. غير أن البطريق الملكي يعيش دائماً خارج نطاق الدائرة القطبية الجنوبية، ولذلك فإنه لا يواجه الظروف القاسية الحقيقية للحياة في المناطق المتجمدة.

### الجليد يتراجع

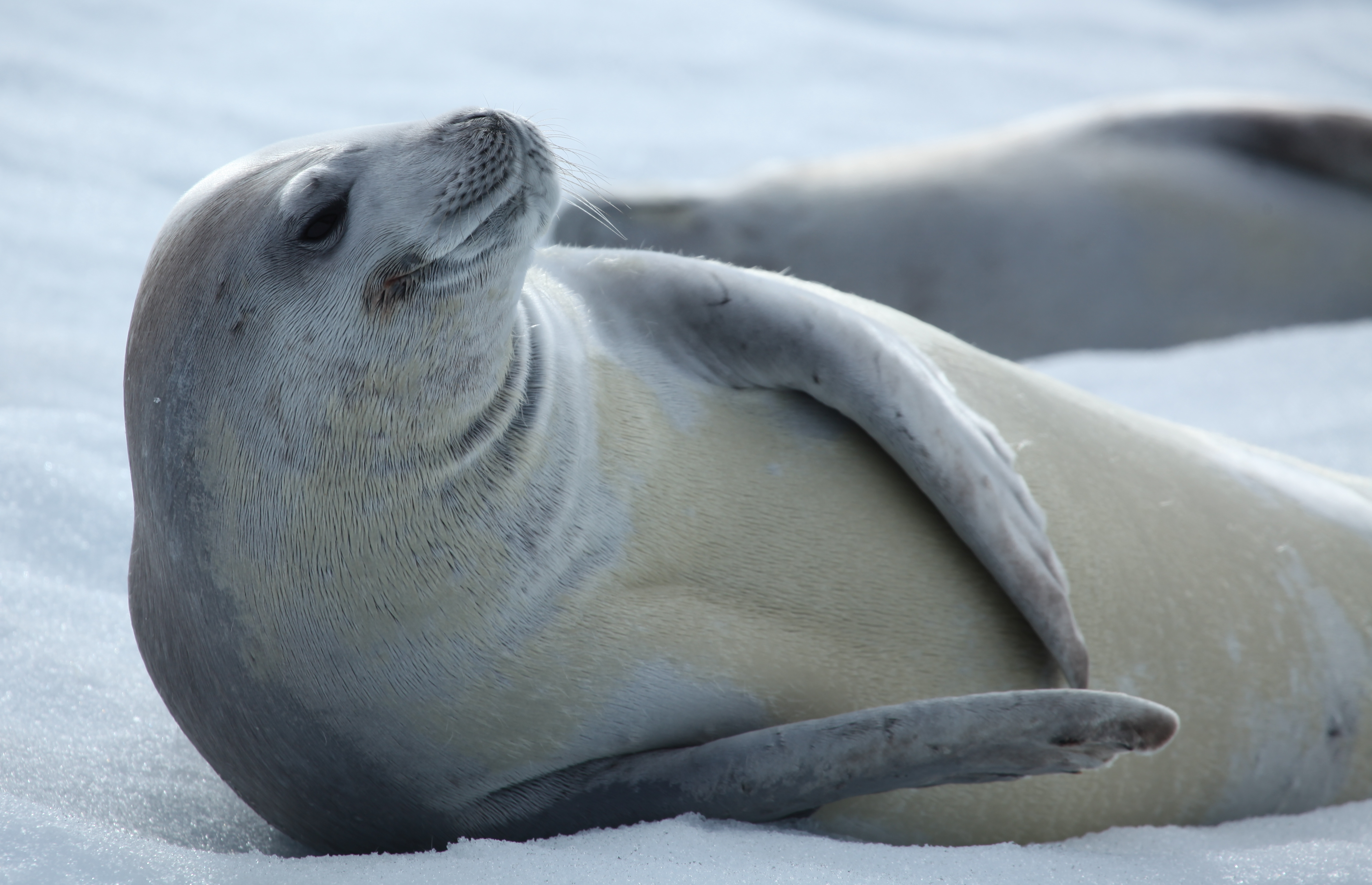
الفقمة آكلة السرطان في خليج بلينيو بأنتاركتيكا.

تبدأ الحلقة بتصوير حيوانات فقمة الفيل في جزيرة جورجيا الجنوبية (من حيث انتهت الحلقة السابقة) وهي تتقاتل من أجل التزاوج، ثم تزاوجها ووضعها الصغار ونموّهم مع الوقت. ثم تظهر القطرس أسود الحاجبين على الجزيرة نفسها، والكيفية التي يتكاثر فيها هو وأنواع القطرس الأخرى. يمر ديفيد آتينبارا خلال الحلقة بمستعمرة عملاقة لبطريق المعكرونة تؤوي حوالي 80,000 طير، والتي تعيش - هي الأخرى - موسم تزاوجها. غير أن وجود جميع هذه الحيوانات محدود بخارج نطاق الدائرة القطبية الجنوبية، حيث يتجمد البحر في فصل الشتاء. ينتقل البرنامج في وسط الحلقة إلى قارة أنتاركتيكا نفسها أخيراً، لكن في فصل الربيع، عندما يدفأ الطقس ويذوب الجليد عن حوالي 2% من سطح القارة. يستعرض هناك بطريق جينتو، الذي يكون قد وصل إلى حواف القارة الخالية من الجليد للتكاثر، ثم الفقمة آكلة السرطان، ورحلات بطريق آديلي الواسعة عبر الجليد المحيط بالقارة للوصول إلى مواقع تكاثره في قلب أنتاركتيكا، وأخيراً طيران نوء الثلج لمئات الكيلومترات فوق أنتاركتيكا للعثور على بقع خالية من الجليد يمكن له أن يبني أعشاشه فيها.

### سباق التكاثر

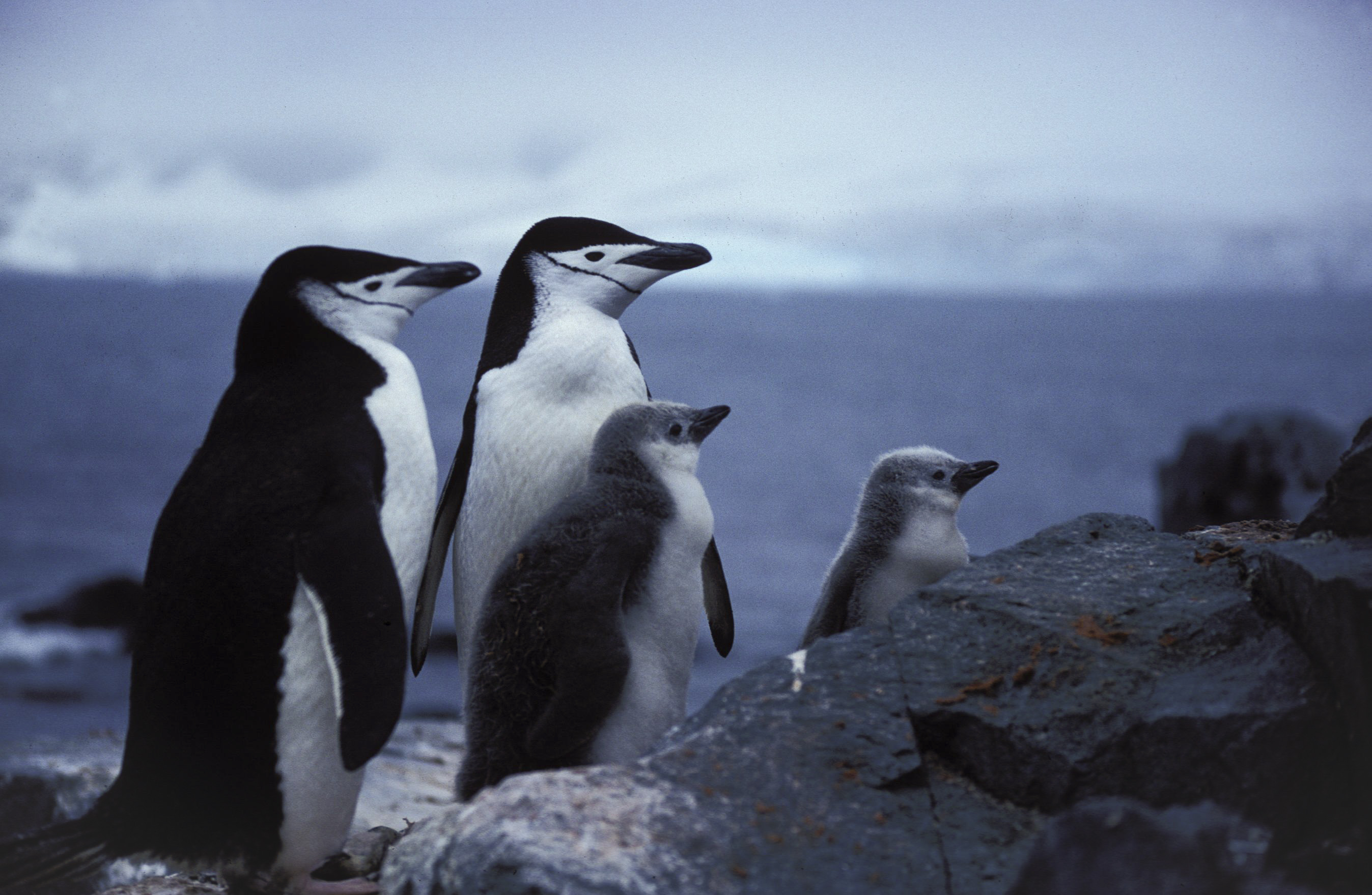
البطريق شريطي الذّقن.

تبدأ الحلقة مع حلول فصل الصيف في نصف الكرة الأرضية الجنوبي، خلال شهر نوفمبر، عندما تتوافد آلاف الحيوانات إلى جزيرة جورجيا الجنوبية للتكاثر، مثل فقمة الفراء، التي تدخل في معارك شديدة العنف مع بعضها البعض لتأمين مناطق لها. تنتقل الحلقة لتصوير البطريق شريطي الذقن، خلال موسم التزاوج، وطريقة تربيته لصغاره وكيفية جلبه الغذاء لهم يومياً. غير أن فقمة النمر تهدّد هذه البطاريق خلال رحلة جلب الغذاء هذه، وتفترس الكثير منها. مع تقدم الصيف يذوب الثلج وتتحرَّر القارة من الحلقة الجليدية المحيطة بها، كما يذوب الجليد، فتبدأ النباتات بالنموّ في بعض أنحائها، تنمو بعض الأشنات والطحالب على سبيل المثال، لكن لا يوجد سوى نوعان معروفان من النباتات المزهرة في قارة أنتاركتيكا بأسرها. تتناول الحلقة بعض الحشرات التي تتكيَّف مع شتاء القارة القطبية بأن تسمح لنفسها بالتجمُّد، ثم عندما يذوب الجليد بالصيف تتحرَّر وتتحرك. وأما في البحر، فإن الحياة أغنى بكثير منها على اليابسة، حيث توجد أصناف متنوعة من النباتات والكائنات البحرية، بل وعدد من الأسماك، وبعض طيور الغاق أزرق العينين التي تتغذى عليها. كما يتناول البرنامج الخرشنات القطبية، وتُختَتم الحلقة بنهاية فصل الصيف، ودخول الخريف بدلاً منه.

### الباب يُغلق

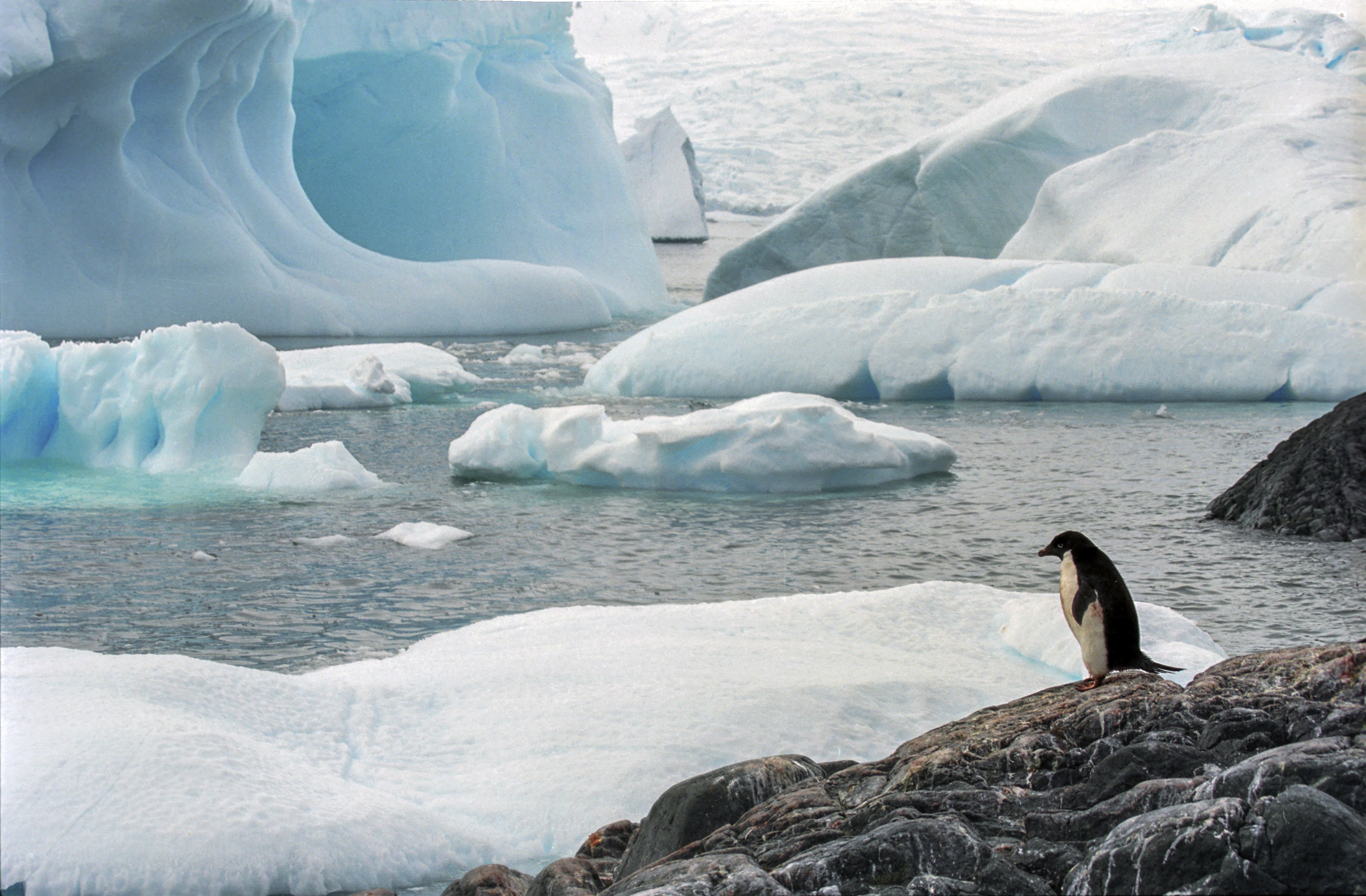
بطريق آديلي يستعدّ للغطس في الماء.

ينتهي فصل الصيف، ويحلُّ مكانه الخريف، ليصعِّب على حيوانات جزيرة جورجيا الجنوبية جلب الغذاء لصغارها مع الأمواج العاتية التي تضرب الشواطئ باستمرار تحرِّكها رياح بسرعة 150 كيلومتراً في الساعة. تبدأ الحلقة من رأس رويدس الواقع على مسافة 2,100 كيلومتر من القطب الجنوبي، حيث تقع مستعمرة لبطاريق آديلي، التي تبدأ بالهجرة شمالاً مباشرة بعد تكاثرها، لتجنّب أن تعلق داخل حلقة الجليد التي ستطوّق القارة في فصلي الخريف والشتاء. أثناء ذلك، تقبض فقمة نمر على بطريق آديلي صغيرٍ وتأكله، ثم ترمي إلى قاع البحر ببقايا جثّته التي تصبح غذاءً ل قريب السرطانات الآيزوبود والديدان خرطومية الجوف التي يبلغ طولها المتر. مع قرب الشتاء، تحتاج البطاريق إلى تبديل ريشها للتمكّن من دخول البحر، وتستغرق عملية تبديل الريش ثلاثة أسابيعٍ، لا يستطيعون خلالها حتى الوصول إلى البحر للحصول على الغذاء. تصبح البطاريق جاهزةً لدخول البحر بحلول شهر مارس، وفي الآن ذاته وبجزيرة جورجيا الجنوبية يكون قد انتهى موسم التكاثر لمعظم الحيوانات، التي تبدأ بالكفاح للبحث عن الغذاء. تظهر فقمات النمر، والفقمات الفيلية، وطيور النوء، والقطرس أشيب الرأس، والقطر المتجول، وهي تتجهَّز للرحيل نحو البحر مع حلول فصل الشتاء. بدخول أبريل وبدء الشتاء تصبح جزيرة جورجيا الجنوبية شبه مهجورة، إذ تتركها أغلب الحيوانات التي جاءت إليها بالربيع والصيف، هاربة إلى الدفء في الشمال، فيما تغلق الحلقة الجليدية الباب حول قارة أنتاركتيكا.

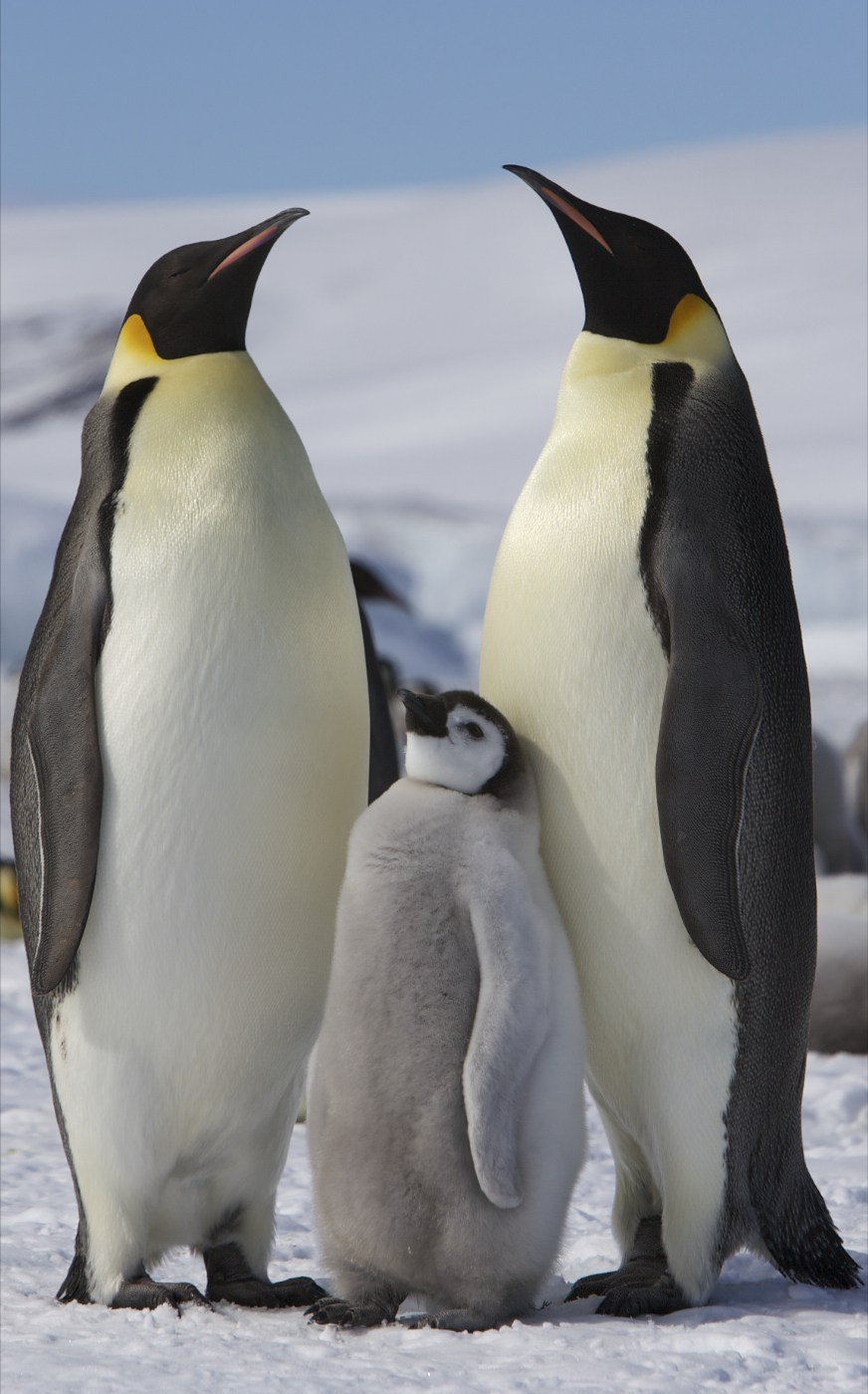
بطريقان إمبراطوريَّان بالغان مع صغيرهما في جزيرة تلة الثلج.

### التَّجمُّد الكبير
يَدخل فصل الشتاء لتنزل درجة الحرارة في القارة إلى سالب 70ْ مئوية، وتصل سرعة الرياح إلى 180 كيلومتراً في الساعة، فيما اكتمل تجمُّد الجليد حول القارة وأدَّى إلى مضاعفة حجمها تقريباً، مبعداً البحر المفتوح آلاف الكيلومترات عن وسطها. اللبون الوحيد الذي يبقى داخل القارة في الشتاء هو فقمة ويديل التي تعيش على مسافة 1,300 كيلومترٍ من القطب الجنوبي طوال سنة، فقد طورت تكيفاً لمقاومة تجمُّد البحر الموسمي يمكنها من الوصول إلى البحر والحصول على الغذاء، وذلك بحفر ثقوب في الجليد تلجأ إليها أثناء العواصف الجليدية أو عند الحاجة للأكل. وتحت البحر توجد بعض أشكال الحياة المتنوعة على عكس السطح المقفر، منها قنديل البحر العملاق ونجم البحر وبعض الأسماك. تنتقل الحلقة لتصوّر سلاسل الجبال في وسط القارة القطبية، حيث تقع منطقة الوديان الجرداء، وهي منطقة قاحلة وجافة وخالية تماماً من الجليد في ظلّ انعدام الرطوبة بها تقريباً، ويمكن أن تتجمَّد فيها أجسام الحيوانات لقرون، حيث تظهر فقمة آكلة سرطان محنَّطة قد يبلغ عمرها ثلاثة آلاف سنة، لكن مع ذلك وفي ظلّ هذه الظروف القاسية تتمكّن بعض الأشنات من العيش والبقاء. بعد ذلك تذهب إلى هضبة أنتاركتيكا، التي تفوق حجماً قارة أستراليا، لكنها لا تحوي بالشتاء أي شكلٍ من أشكال الحياة، لتكون أضخم أرضٍ خالية من الحياة البرية في العالم. أخيراً ينتقل البرنامج إلى البطريق الإمبراطوري، الذي يبدأ في شهر مايو - بينما تهرب جميع الحيوانات الأخرى شمالاً - رحلته نحو الجنوب، حيث تسلِّم الإناث للذكور البيوض التي قد ولدتها للتوّ، وتكون الإناث لم تحصل على الغذاء منذ أسابيع، فترحل شمالاً لتعبر الحلقة الجليدية حول القارة للوصول إلى البحر المفتوح والحصول على الغذاء، فيما يبقى الذكور وسط القارة ليحرسوا البيوض خلال الشتاء القارس. يحتشد البطاريق معاً للحصول على الدفء، بينما تغرب الشمس ويسود الظلام التامّ لشهرٍ كامل. في النهاية وبعد 115 يوماً يقضيه الذكور دون أيّ طعامٍ، ينتهي الشتاء، وتعود الإناث، فيما يذهب الذكور إلى البحر للتغذي.

### خطوات على الجليد

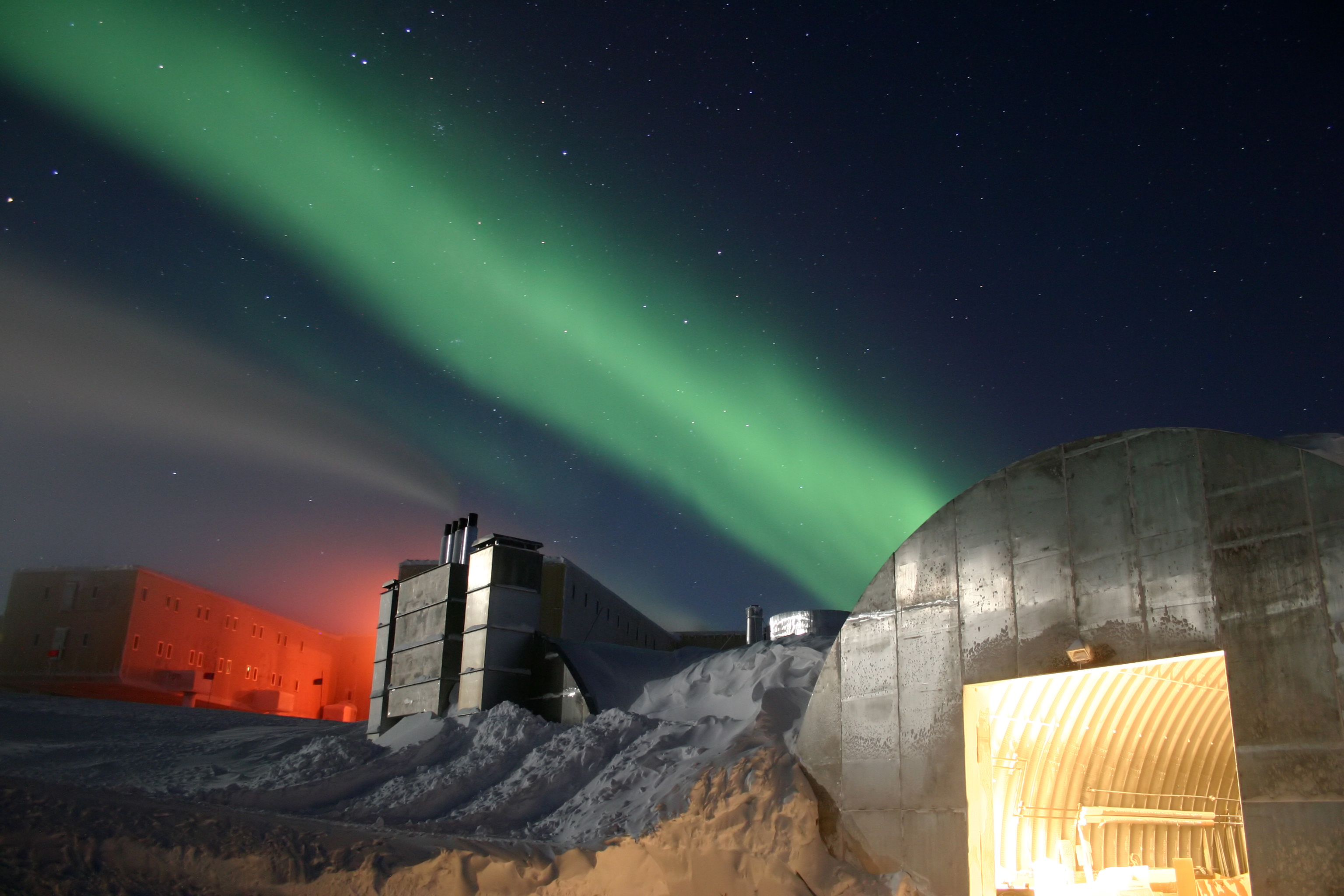
محطة أمندسن سكوت التي صور بها جزءٌ كبيرٌ من حلقة خطوات على الجليد.

تتميَّز الحلقة عن باقي حلقات البرنامج بأنها لا تتناول موضوع الحياة البرية في القطب الجنوبي، إنما حياة البشر. يدخل المقدم ديفيد آتينبارا الكوخ الذي قضى فيه المستكشف الشهير روبرت فالكون سكوت مع فريقه شتاء سنة 1911، قبل أن ينطلقوا باتجاه القطب الجنوبي، حيث وجدوا أن المستكشف النرويجيّ روال أموندسن قد سبقهم بالفعل، وفي آخر الأمر تلقى بعثة تيرا نوفا البريطانية حتفها وهي عائدة إلى الكوخ، على مسافة 150 كيلومتراً منه. في المقابل، يتمكن آتينبارا من بلوغ القطب في ثلاث ساعات فقط بالطائرة الحديثة، التي تنظِّم رحلات يومية إليه. تصور الحلقة البحث العلميّ في أنتاركتيكا، خصوصاً في محطة أمندسن سكوت، حيث يبقى العلماء معزولين وحدهم في القطب لستة أشهرٍ في فصل الشتاء وسط الظلام الدَّامس، مع مؤن تكفي لمدة سنة لحالات الطوارئ. يقوم العلماء بالإمساك ببطاريق الآديلي والبطاريق الإمبراطورية وتركيب أجهزة لاقطة عليها، ليتمكّنوا من متابعة تحركاتها خلال الشتاء. في منتصف الحلقة يشرح المقدم كيفية تصوير بعض لقطات البرنامج، مثل حشود الطيور وسط البحر، وحيوانات قريدس البحر أثناء صيد الحيتان السنامية لها، والصور السماوية لمستعمرات البطاريق، والقتالات العنيفة بين فقمات الفراء. كما تُجرَى مقابلات مع بعض العاملين على إنتاج السلسلة، بينهم مصوِّر المشاهد تحت المائية، خصوصاً مشهد فقمات ويديل بالحلقة الخامسة. تظهر الحلقة المصورين وهم يصورون المشاهد تحت المائية، وإصرارهم على تصوير فقمة النمر أثناء الصَّيد بدون قفص حماية على الرغم من خطورة الأمر.

## القرص والمُلحقات
بدأ يُباع وثائقيّ الحياة في المَناطق المُتجمدة على أقراص الدي في دي في تاريخ 16 سبتمبر 2002 باسم هيئة الإذاعة البريطانية المَالكة لحقوق نشره، حيثُ يَتألف البرنامج على القرصُ من 6 حلقات يَبلغ إجماليّ طولها 180 دقيقة بمُعدل 30 دقيقة لكلُ حلقة. ويُباع البَرنامج على أقراص بصيغة بال ومن نوعية منطقة الدي في دي الرابعة المُخصصة للتشغيل على مُشغلات الأقراص الأسترالية.
في شهرأكتوبر عام 1994 نُشر كتاب لألاستيير فوثرغل - مُنتج الوثائقي - يَتحدث عن نفس موضوع البرنامج تحت عُنوان «الحياة في المناطق المُتجمدة: تاريخ طبيعي لأنتاركتيكا» (9780563403784) يَتألف من 224 صفحة ومن نشر «دار ديين بوكس للنشر»، وقد كان الكتاب يَترافق مع الوَثائقيّ عند بيعه، إلا أن طبعه تَوقف لاحقاً.

## النقد
كتب المراجع أ. ن. ويلسون بعد إذاعة برنامج الحياة في المناطق المتجمّدة عاموداً بجريدة ذي إندبندنت، اتَّهم فيه منتجي السلسلة بترتيب مشهد مأساويّ في الحلقة الخامسة التجمُّد الكبير حيث تفترس فقمة نمر بطريق آديلي صغير. إذ زعم ويلسون بأن إمكانية تصوير حادثٍ طبيعيٍّ من هذا النّوع منخفضة جداً، لذا لا بد أن طاقم التصوير استمرَّ برمي البطاريق الصغيرة إلى الفقمة حتى حصل على اللقطة التي يريدها.
غير أن منتج السلسلة - ألاستيير فوثرغل - نفى الاتهام، بل وهدَّد بمقاضاة ويلسون بسببه. وبعد تسوية خاصَّة أجبرَ ويلسون على نشر اعتذارٍ وسحب كلامه السَّابق، وصرَّح بأنه لم تكن ثمة أسسٌ لمزاعمه. كما دفعت الإندبندنت مبلغاً من المال لتسوية الأمر، تبرَّعَ به ألاستيير فوثرغل وديفيد آتينبارا لبطاريق جزر فوكلاند.

## الجوائز
ربحَت السلسلة عدًّة جوائز، منها:
- جائزة الباندا من "Wildscreen" للسلسلة الأفضل، عام 1994.[11]
- جائزة البافتا للفلم الأفضل في البرمجة الواقعية، عام 1994.[25]
- جائزة الوثائقي الأفضل للحلقة الخامسة «التجمد الكبير» (لا السلسلة كلها)، عام 1994.[25]

## روابط خارجية
- الحياة في المناطق المتجمدة على موقع IMDb (الإنجليزية)
- الحياة في المناطق المتجمدة على موقع ليتربوكسد (الإنجليزية)
- الحياة في المناطق المتجمدة على موقع كينوبويسك (الروسية)
- الحياة في المناطق المتجمدة على موقع قاعدة بيانات الفيلم (الإنجليزية)
- الحياة في المناطق المتجمدة: تاريخ أنتاركتيكا الطبيعي. من كتب غوغل.